# Футбол у хіджабах
«Футбол у хіджабах» (англ. Football Under Cover, нім. Anstoß in Teheran) — німецький документальний фільм Давида Асмана та Аят Наджафі про перший міжнародний виступ збірної Ірану з жіночого футболу. На 58-му Берлінському міжнародному кінофестивалі (2008) удостоєний двох премій: кінопремії «Тедді» за найкращий документальний фільм і премії «Тедді» — приз глядацьких симпатій. Фільм також був удостоєний нагород ЛГБТ-кінофестивалю «Аутфест» (2008) та «Prix Europa» (2009).

## Сюжет
Фільм розповідає про перший міжнародний виступ збірної Ірану з жіночого футболу, товариський матч проти аматорської команди з берлінського району Кройцберг. У першій частині фільму глядач знайомиться з обома командами, і стежить за спробами героїнь організувати матч. У другій частині фільму німецька команда приїжджає в Тегеран і 26 квітня 2006 року відбудеться сам матч. У ході матчу як іранські, так і німецькі спортсменки повинні були носити хіджаб (традиційний ісламський жіночий головний хустку, футболки з довгим рукавом і довгі штани.